# Comuna de Dąbrowa Białostocka
Dąbrowa Białostocka (polaco: Gmina Dąbrowa Białostocka) é uma gminy (comuna) na Polónia, na voivodia de Podláquia e no condado de Sokólski. A sede do condado é a cidade de Biebrzański Park Narodowy.
De acordo com os censos de 2004, a comuna tem 12 939 habitantes, com uma densidade 49 hab/km².

## Área
Estende-se por uma área de 263,95 km², incluindo:
- área agricola: 75%
- área florestal: 16%

## Demografia
Dados de 30 de Junho 2004:
|                      | Total   | Total | Mulheres | Mulheres | Homens  | Homens |
| -------------------- | ------- | ----- | -------- | -------- | ------- | ------ |
|                      | pessoas | %     | pessoas  | %        | pessoas | %      |
| População            | 12 939  | 100   | 6 507    | 50,3     | 6 432   | 49,7   |
| Densidade (pop./km²) | 49      | 100   | 24,7     | 24,7     | 24,4    | 24,4   |

De acordo com dados de 2002, o rendimento médio per capita ascendia a 1 231,35 zł.

## Comunas vizinhas
- Janów, Lipsk, Nowy Dwór, Sidra, Suchowola, Sztabin